# New Augusta, Mississippi
New Augusta là một thành phố thuộc quận Perry, tiểu bang Mississippi, Hoa Kỳ. Năm 2010, dân số của thành phố này là 644 người.

## Dân số
- Dân số năm 2000: 715 người.
- Dân số năm 2010: 644 người.